# システム通信科 (陸上自衛隊)

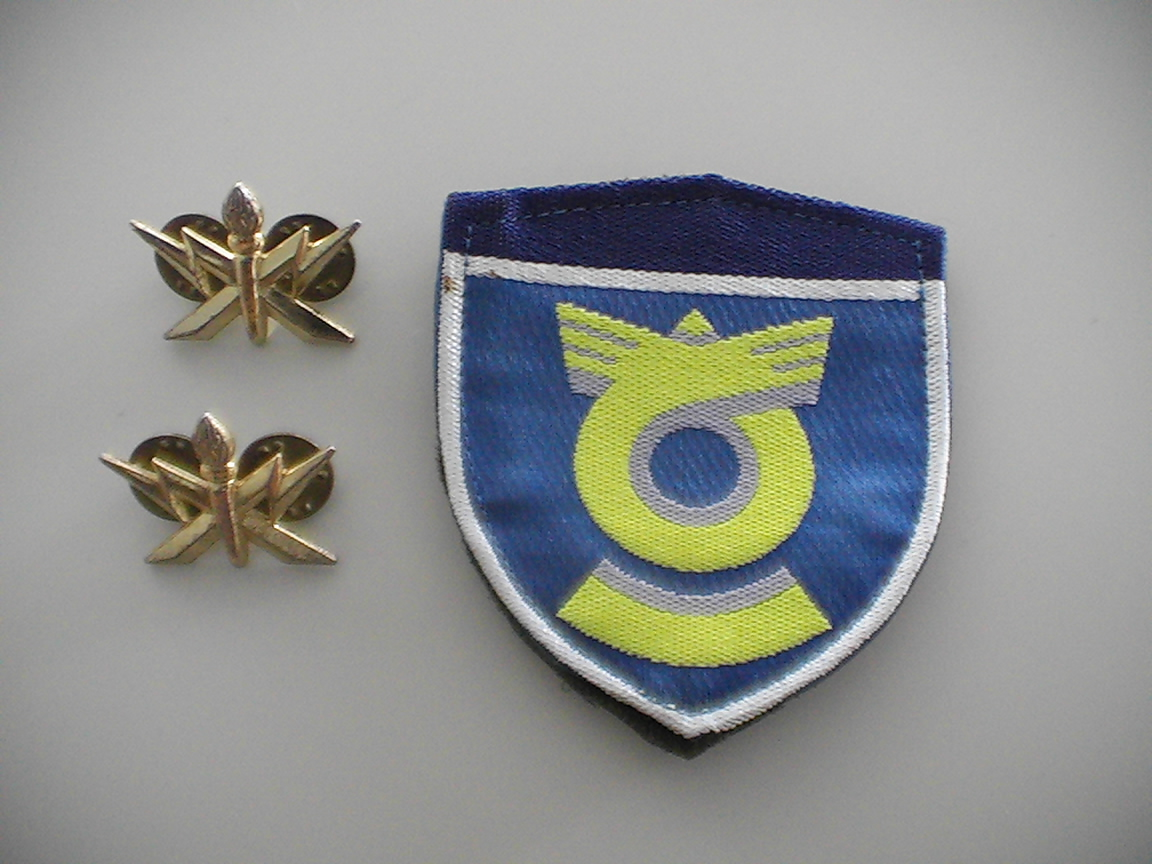
通信科職種徽章と部隊章（防衛大臣直轄部隊）

システム通信科（システムつうしんか、英: System & Signal）は、陸上自衛隊の職種の一つである。通信組織を構成・維持・管理し戦闘能力発揮の基盤となるほか、電子戦や隊内の映像・写真撮影、通信電子器材の整備等を行う。戦闘支援職種であるが行動の特性から車両の充足率は極めて高い。職種標識の色は青。

## 概要
システム通信科は、広範囲に分散し少人数で行動することが多いのが特徴で、実戦における部隊編成は各システム通信特技（[#特技|後述]）が集合し通信所を開設・運用する。運用には平時から綿密に計画されており各特技が有機的に統合されることで最大の能力を発揮する。
陸上自衛隊のシステム通信科における最大の部隊はシステム通信団（市ヶ谷駐屯地）であり、各方面隊には方面システム通信群が編成されている。さらに、各師団には通信大隊、旅団には通信隊、第1空挺団・水陸機動団には通信中隊、各高射特科群・第15高射特科連隊には高射搬送通信中隊が配置されている。他に電子戦専門部隊の電子作戦隊および西部方面情報隊通信情報隊、職種学校の陸上自衛隊システム通信・サイバー学校、教育研究支援部隊の通信教導隊、通信保全を担当する通信保全監査隊、サイバーテロ対処部隊であるシステム防護隊、後方支援部隊には通信電子器材の補給・整備を担任する通信電子整備隊、直接支援隊等がある。それ以外に、システム通信科部隊ではないが戦闘職種（普通科・特科・機甲科・施設科）等の本部管理中隊等に通信小隊等が編成され隷下部隊と上級部隊との通信を確保している。
陸上自衛隊の通信構成には、駐屯地間の固定通信網である基地通信（基地システム通信部隊）と、展開した部隊間の移動通信となる野外通信（野外通信部隊）がある。基地通信と野外通信は連接・重畳されるが、中央と各方面隊間の通信はシステム通信団、方面隊内の通信は方面システム通信群が担当している。師団・旅団内の野外通信は、通信大隊・通信隊が担当する。
2021年（令和3年）3月に電子戦専門部隊として、ネットワーク電子戦システムを配備し、電波の収集・分析及び相手方の電波利用を無力化して作戦を有利に進めることに寄与する部隊として第301電子戦中隊が西部方面システム通信群隷下に新編された。
2022年（令和4年）3月に電子作戦隊が陸上総隊隷下に新編され、第101電子戦隊および第301電子戦中隊を隷下に編合。
2024年（令和6年）3月に通信科がシステム通信科に変更された。
| 通信区分 | 陸上幕僚監部等         | 方面隊                                  | 師団・旅団                              | 連隊等                                  |
| 基地通信 | 中央基地システム通信隊 | 方面システム通信群/基地システム通信大隊 | 方面システム通信群/基地システム通信大隊 | 方面システム通信群/基地システム通信大隊 |
| 野外通信 | 中央野外通信群         | 方面システム通信群                      | 師団通信大隊・旅団通信隊                | 連隊本部管理中隊通信小隊等              |

## 特技
現在、システム通信科特技は以下の3つに大別される。
ネットワーク（Network）（旧有線（Wire）、無線（Wireless））、搬送（Carrier））
有線通信・無線電信・多重無線に大別され、通信伝送路の構成、維持管理を担任する。
暗号（Cipher）
信務電信を担任する。独自の技術で各種秘匿通信を行う他、通信保全にも長けていることが多い。
システム（System）
システム端末の運用操作・保守（コンピュータセキュリティ・対クラッキングを含む）、ネットワーク回線および構成機器の維持管理、プログラムの開発等を行う。方面隊隷下に編成されていた「システム管理隊」がこれを担当していたが、近年の通信技術の革新に伴い基地通信部隊と統合、現在は「基地システム通信隊」として一元管理されている。システム通信科のみならず、これらの技術に長けた諸職種の隊員で構成されている。
この他上記特技を保有しながら電子戦や映像写真業務に特化した隊員もいる。特技区分については近年の通信技術の革新が著しく、現状では対応出来ない側面が露呈していたために将来的な特技の統合・新設等の研究が重ねられ、31中期防期間中に「システム通信科」へ変更される予定であったが2024年（令和6年）3月に正式に変更された。

## システム通信科部隊の一覧
システム通信科又はこれと同種の部隊として、中央野外通信群本部および本部付隊、方面システム通信群本部および本部付隊、基地システム通信大隊および本部中隊、搬送通信大隊、指揮所通信大隊、指揮所通信中隊、中枢交換通信（中）隊、通信大隊、旅団通信隊、空挺団通信隊、水陸機動団通信中隊、中央基地システム通信隊、基地通信中隊、基地システム通信中隊、映像写真中隊、通信保全監査隊、高射搬送通信中隊、サイバー防護隊、通信教導隊、電子作戦隊が、システム通信科又はこれと同種の機関として陸上自衛隊システム通信・サイバー学校が編成されている。
陸上総隊直轄部隊
- システム通信団（市ヶ谷駐屯地）
  - 中央基地システム通信隊
  - 中央野外通信群（久里浜駐屯地）
  - 通信保全監査隊（市ヶ谷駐屯地）
  - サイバー防護隊
  - 第301映像写真中隊
- 水陸機動団
  - 通信中隊（相浦駐屯地）
- 第1空挺団
  - 通信中隊（習志野駐屯地）
- 電子作戦隊（朝霞駐屯地）
  - 第101電子戦隊（朝霞駐屯地）
  - 第301電子戦中隊（健軍駐屯地）
  - 第302電子戦中隊（東千歳駐屯地）

北部方面隊直轄部隊
- 北部方面システム通信群（札幌駐屯地）
- 第1高射特科団
  - 第1高射特科群
    - 第301高射搬送通信中隊（東千歳駐屯地）

  - 第4高射特科群
    - 第304高射搬送通信中隊（名寄駐屯地）

東北方面隊直轄部隊
- 東北方面システム通信群（仙台駐屯地）
- 第5高射特科群
  - 第305高射搬送通信中隊（八戸駐屯地）

東部方面隊直轄部隊
- 東部方面システム通信群（朝霞駐屯地）
- 第2高射特科群
  - 第302高射搬送通信中隊（松戸駐屯地）

中部方面隊直轄部隊
- 中部方面システム通信群（伊丹駐屯地）
- 第8高射特科群
  - 第308高射搬送通信中隊（青野原駐屯地）

西部方面隊直轄部隊
- 西部方面システム通信群（健軍駐屯地）
- 第2高射特科団
  - 第3高射特科群
    - 第303高射搬送通信中隊（飯塚駐屯地）

  - 第7高射特科群
    - 第307高射搬送通信中隊（宮古島駐屯地）

師団直轄部隊
- 第1通信大隊（練馬駐屯地）
- 第2通信大隊（旭川駐屯地）
- 第3通信大隊（千僧駐屯地）
- 第4通信大隊（福岡駐屯地）
- 第6通信大隊（神町駐屯地）
- 第7通信大隊（東千歳駐屯地）
- 第8通信大隊（北熊本駐屯地）
- 第9通信大隊（青森駐屯地）
- 第10通信大隊（守山駐屯地）

旅団直轄部隊
- 第5通信隊（帯広駐屯地）
- 第11通信隊（真駒内駐屯地）
- 第12通信隊（相馬原駐屯地）
- 第13通信隊（海田市駐屯地）
- 第14通信隊（善通寺駐屯地）
- 第15通信隊（那覇駐屯地）
- 第15高射特科連隊
  - 高射搬送通信中隊（八重瀬分屯地）

防衛大臣直轄機関・部隊
- システム通信・サイバー学校（久里浜駐屯地）
  - 通信教導隊